# Mission: Yozakura Family
Mission: Yozakura Family (яп. 夜桜さんちの大作戦, Yozakura-san Chi no Daisakusen, укр. Місія сім'ї Йодзакура) — серія манґи, написана та проілюстрована Хіцудзі Ґондайрою. Публікувалася в журналі Weekly Shonen Jump видавництва Shueisha з серпня 2019 року по січень 2025 року. Глави зібрані у 29 томах. Прем'єра аніме-адаптації виробництва Silver Link відбулася у квітні 2024 року, а у жовтні 2024 завершився перший сезон. Прем'єра другого сезону запланована на 2026 рік.

## Сюжет
Старшокласник Тайо Асано соціально відчужений відтоді, як його сім'я загинула в автокатастрофі. Єдина людина, з якою він може нормально спілкуватися, це його подруга дитинства Йодзакура Муцумі, і як виявляється, ще й голова найсильнішої у світі сім'ї шпигунів. Старший брат Муцумі, Йодзакура Кьоїчіро, оберігає її відтоді, як одного разу не став причиною її травми. Його братська любов до Муцумі смертельно-небезпечна і Тайо — наступна ціль. Щоб вижити, Тайо мусить одружитися з Муцумі і стати членом родини Йодзакура. Кинутий з головою в хаос, Тайо починає свій шлях, щоб стати могутнім шпигуном, захистити дружину і розкрити страшні таємниці свого минулого та родини Йодзакура.

## Персонажі

### Сім'я Йодзакура
Тайо Асано (яп. 朝野 太陽, Asano Taiyō)
Головний герой серіалу. Він також є чоловіком Муцумі. Дуже добрий і співчутливий, що дуже дивно у світі шпигунів. Спочатку він був звичайною людиною, але навчання на шпигуна зробило його надлюдиною. Він одружився з Муцумі через єдине правило сім'ї Йодзакура: «Ніяких вбивств у родині»; це єдине, що могло б захистити його від вбивства брата Муцумі, Кьоїтіро, який надмірно опікується нею. Він спеціалізується на використанні револьвера Яе, який стріляє електрикою замість куль і може трансформуватися в катану. Його фірмовий колір — червоний.
Муцумі Йодзакура (яп. 夜桜 六美, Yozakura Mutsumi)
Головна героїня серіалу. Дружина Тайо. Вона мила, любляча і відповідальна, а також десята глава сім'ї Йодзакура. Хоча вона не має особливих здібностей, як її брати і сестри, вона єдина здатна створити наступне покоління шпигунів Йодзакури завдяки своїй здатності виробляти Сомінін, який дає сім'ї їхні здібності. Її фірмовий колір — синій.
Кьоїчіро Йодзакура (яп. 夜桜 凶一郎, Yozakura Kyōichirō)
Старший брат родини Йодзакура. Він психологічно надмірно опікується Муцумі. Він готовий катувати і вбивати інших, щоб захистити її. Він використовує зброю під назвою «Сталевий павук» — велику кількість сталевих ниток, якими він може маніпулювати за власним бажанням. Під псевдонімом він працює заступником директора школи, до якої ходять Муцумі і Тайо. Його фірмовий колір — чорний.
Футаба Йодзакура (яп. 夜桜 二刃, Yozakura Futaba)
Друга сестра родини Йодзакура. Попри те, що вона дещо жорстока і сувора, насправді вона дуже турботлива і материнська. Вона спеціалізується на бойових мистецтвах, зокрема айкідо та джіу-джитсу, і може використовувати ці бойові мистецтва, щоб контролювати вітер. Її фірмовий колір — білий.
Шінзо Йодзакура (яп. 夜桜 辛三, Yozakura Shinzō)
Другий брат родини Йодзакура. Чутливий і легко соромиться, але дуже турботливий. Він спеціаліст зі зброї, здатний використовувати майже будь-яку зброю, яка потрапляє йому до рук, і навіть може створити власну. Його фірмовий колір — зелений.
Шіон Йодзакура (яп. 夜桜 四怨, Yozakura Shion)
Третя сестра родини Йодзакура. Вона дещо безтурботна, але водночас агресивна та любить конкуренцію. Вона спеціалізується на хакерстві, і навіть може створювати програми у вигляді відеоігор. Може зчитувати дані зі швидкістю суперкомп'ютера. Її фірмовий колір — пурпурний.
Кенґо Йодзакура (яп. 夜桜 嫌五, Yozakura Kengo)
Третій брат родини Йодзакура. Він вільний духом і воліє більше розважатися, ніж працювати. Він також дуже піклується про свою зовнішність, особливо про шкіру. Він може перевтілитися в кого завгодно і досконало імітувати його голос, що робить його фахівцем зі шпигунства. Він може «співпереживати» своєму супротивнику і, по суті, читати його думки та розуміти все, що він про нього думає. Його фірмовий колір — жовтий.
Нанао Йодзакура (яп. 夜桜 七悪, Yozakura Nanao)
Наймолодший брат родини Йодзакура. Він найдобріший з братів і сестер, хоча й має ненавмисний темний бік. Медичний геній, здатний створювати різноманітні ліки, як зі смертельними намірами, так і для зцілення. В результаті численних експериментів він став мутантом, хоча може змінювати свою форму, щоб виглядати більш схожим на людину. Його фірмовий колір — бірюзовий.
Голіаф (яп. ゴリアテ, Goriate)
Пес-охоронець сім'ї. Це собака породи Окамі, і він охороняє сім'ю вже багато поколінь. Він може змінювати свій розмір за бажанням.
Ай (яп. アイ)
Дівчинка, що потрапила під опіку родини Йодзакура після втрати свого опікуна. Колишня лідерка Танпопо, її ДНК була змішана з ДНК собаки Окамі, що надало їй здібностей цього виду. Тайо і Муцумі вважають її своєю донькою.

## Медіа

### Манґа
Mission: Yozakura Family, написана та проілюстрована Хіцудзі Ґондайрою, публікувалася в журналі Weekly Shonen Jump видавництва Shueisha з 26 серпня 2019 року по 20 січня 2025 року. Перший том вийшов 4 лютого 2020 року. Загалом вийшло 29 томів.

### Аніме
У грудні 2022 року було оголошено, що Silver Link адаптують манґу в аніме-телесеріал. Прем'єра відбулася 7 квітня 2024 року і буде виходити протягом двох послідовних частин. Серіал транслюється на Hulu в США. 6 жовтня завершився перший сезон.
Після виходу в ефір фінального епізоду було оголошено про другий сезон. Прем'єра запланована на 2026 рік.

### Ранобе
У жовтні 2022 року, в рамках третьої річниці манґи, було оголошено, що вона отримає нову адаптацію. Ранобе під назвою Yozakura Family: Yozakura Family Observation Diary (яп. 夜桜さんちの大作戦 夜桜家観察日記, Yozakura-san Chi no Daisakusen Yozakura-ka Kansatsu Nikki) вийшло 4 липня 2023 року.

## Сприйняття
До грудня 2022 року тираж манґи перевищив 1,5 мільйона копій. У 2020 році манґа була номінована на шосту премію Next Manga Awards.